# Sinister (film)
Sinister is een Engelse-Amerikaanse horrorfilm uit 2012 onder regie van Scott Derrickson, De wereldpremière vond plaats op 11 maart 2012 tijdens het South by Southwest Film Festival in Austin (Texas).

## Verhaal
Ellison Oswalt (Ethan Hawke) is een schrijver van op ware gebeurtenissen gebaseerde misdaadboeken. Wanneer hij samen met zijn vrouw Tracy (Juliet Rylance), zoon Trevor (Michael Hall D'Addario) en dochtertje Ashley (Clare Foley) verhuist, weten zijn familieleden niet dat in het nieuwe huis een meervoudige moord plaatsvond. Vier leden van een familie kwamen om door ophanging, terwijl het dochtertje van het gezin spoorloos verdween. Ellison wil de zaak uitzoeken en er een boek over schrijven zonder zijn familie ongerust te maken.
Op de zolder vindt Ellison een doos met Super 8-filmpjes. Op de etiketten staan titels die erop lijken te wijzen dat het om onschuldige homevideo's gaat, zoals Sleepy Time '98, BBQ '79, Pool Party '66, Lawn Work '86 en Family Hanging Out '11. Wanneer Ellison ze bekijkt, blijken het in realiteit stuk voor stuk opnames van echte meervoudige moorden. Op Pool Party '66 sterven de slachtoffers bijvoorbeeld doordat ze vastgebonden in een zwembad worden gegooid. Dankzij de vermelde jaartallen achterhaalt Ellison de namen van de slachtoffers en komt hij erachter dat op elke film de dood van een bijna voltallige familie staat. In elke zaak is er daarbij ook sprake van één kind dat niet omkwam, maar spoorloos verdween.
Wanneer hij Pool Party '66 opnieuw bekijkt, ziet Ellison plotseling een gezicht op de bodem van het zwembad dat toekijkt hoe de familie omkomt. Hetzelfde gezicht blijkt bij nadere bestudering terug te vinden in elk van de homevideo's, evenals een hem onbekend symbool. Hiermee klopt hij aan bij Professor Jonas (Vincent D'Onofrio), die is gespecialiseerd in occultisme. Hij herkent het symbool als dat van de kwaadaardige Sumeriaanse god Bughuul.

## Rolverdeling
- Ethan Hawke - Ellison Oswalt
- Juliet Rylance - Tracy
- Michael Hall D'Addario - Trevor
- Clare Foley - Ashley
- Victoria Leigh - Stephanie
- Nicholas King - Bughuul / Mr. Boogie
- Vincent D'Onofrio - Professor Jonas
- Rachel Konstantin - Mrs. Stevenson

## Trivia
- Bughuul heet in de film een Sumeriaanse godheid te zijn, maar is dat niet. Het personage is totaal verzonnen voor de film[3].